# 에른스트 야코비
에른스트 야코비(독일어: Ernst Jacobi, 1933년 7월 11일 ~ 2022년 6월 23일)은 독일의 배우이다.

## 출연작

### 방송
- 《폴리차이루프 110》 (1971년)

### 영화
- 《하얀 리본》 (2009년) - 늙은 교사 목소리 역
- 《함순》 (1996년) - 아돌프 히틀러 역
- 《독일, 창백한 어머니》 (1980년) - 한스 역
- 《양철북》 (1979년)
- 《더 데이 잇 레인즈》 (1959년)